# Sap'o-guyŏk
Sap'o-guyŏk är ett grannskap i Nordkorea. Det ligger i den centrala delen av landet, 180 km nordost om huvudstaden Pyongyang.